# Robert MacGregor Stewart
Sir Robert MacGregor Stewart, GCB (* 1842; † 22. Oktober 1919) war ein britischer Offizier der British Army, der als Generalleutnant von 1904 bis 1907 Gouverneur von Bermuda sowie zwischen 1907 und 1909 Lieutenant of the Tower of London war.

## Leben

### Offizierslaufbahn, Mahdi-Aufstand und Kommandant derSchool of Gunnery
Robert MacGregor Stewart, Sohn von John Stewart, absolvierte eine Offiziersausbildung und wurde der Royal Artillery zugeordnet. Er diente zunächst in Afghanistan und war dort als Leutnant Adjutant der Royal Artillery der Hazara Field Force. Für seine Einsätze gegen die Hazara wurde er am 22. Oktober 1868 im Kriegsbericht erwähnt (Mentioned in despatches). Nach verschiedenen weiteren Verwendungen wurde er in das Ägyptische Heer (Egyptian Army) abgeordnet und wurde aufgrund seiner Verdienste während des Mahdi-Aufstandes bei den Expeditionen am Oberen Nil sowie bei Sawakin unter General Garnet Wolseley, 1. Viscount Wolseley am 15. Juni 1885 erneut im Kriegsbericht erwähnt. Am 7. August 1885 wurde er als Major mit dem Brevet-Rang eines Oberstleutnant (Brevet Lieutenant-Colonel) von der Abordnungsliste gestrichen und am 25. August zum Oberstleutnant (Lieutenant-Colonel) befördert.
Am 3. März 1892 wurde Stewart zum Chefausbilder im Königlichen Militärlager der Schießschule (Chief Instructor Royal Military Repository, School of Gunnery) ernannt. Für seine Verdienste in dieser Verwendung sowie als Adjutant (Aide-de-camp) von Königin Victoria wurde er am 3. Juni 1893 Companion des Order of the Bath (CB). Am 9. März 1894 wurde er unter Verleihung des damit verbundenen Dienstgrades eines Obersts (Substantive rank of Colonel) Kommandant und Superintendent der School of Gunnery.

### Kommandant der Royal Artillery, Gouverneur von Bermuda und Lieutenant of the Tower of London
Danach übernahm MacGregor Stewart als Generalmajor (Major-General) zwischen November 1897 und November 1902 den Posten als Kommandeur der Artillerie (Commanding Royal Artillery). Zum Ende seiner dortigen Dienstzeit wurde er am 22. August 1902	zum Knight Commander des militärischen Zweiges des Order of the Bath (KCB (Mil)) geschlagen, so dass er fortan den Namenszusatz „Sir“ trug.
Am 23. März 1904 wurde Generalmajor Sir MacGregor Stewart von König Eduard VII. zum Gouverneur von Bermuda sowie zum Oberkommandierenden der dortigen Truppen (Governor and Commander-in-Chief of the Bermudas or Somers Islands) ernannt und damit zum Nachfolger von Sir Henry LeGuay Geary. Er verblieb auf diesem Posten von April 1904 bis Juni 1907, woraufhin Generalmajor Josceline Wodehouse ihn ablöste. Er wurde während dieser Dienstzeit auch zum Generalleutnant (Lieutenant-General) befördert.
Nach seiner Rückkehr wurde am 24. Oktober 1907 von König Eduard VII. zum Nachfolger von General Sir George Luck als Lieutenant of the Tower of London ernannt, wobei die Ernennung durch ein Letters Patent vom 29. November 1907 bestätigt wurde. Den Posten als Lieutenant of the Tower of London bekleidete er vom 24. Oktober 1907 bis zum 20. August 1907 und wurde daraufhin von General Sir Henry Fane Grant abgelöst. Darüber hinaus wurde er am 18. Juni 1909 Colonel Commandant des Regiment of Royal Artillery. Am 19. Juni 1911 wurde er zum Knight Grand Cross des militärischen Zweiges des Order of the Bath (GCB (Mil)) erhoben. Aus seiner 1868 geschlossenen ersten Ehe mit Caroline Glasse ging eine Tochter hervor.